# Blato (Sjenica)
Blato (em cirílico: Блато) é uma vila da Sérvia localizada no município de Sjenica, pertencente ao distrito de Zlatibor. A sua população era de 46 habitantes segundo o censo de 2011.

## Demografia
| 1948 | 1953 | 1961 | 1971 | 1981 | 1991 | 2002 | 2011 |
| ---- | ---- | ---- | ---- | ---- | ---- | ---- | ---- |
| 68   | 78   | 112  | 162  | 103  | 70   | 65   | 46   |